# Мута-Елга
Мута-Елга (баш. Мутайылға) — деревня в Мутабашевском сельсовете Аскинского района Республики Башкортостан России.

## Географическое положение
Расстояние до:
- районного центра (Аскино): 30 км,
- центра сельсовета (Старый Мутабаш): 6 км,
- ближайшей железнодорожной станции (Чернушка): 40 км.

## Население
| 2002 | 2009 | 2010 |
| ---- | ---- | ---- |
| 295  | ↘257 | ↘237 |

Согласно переписи 2010 года в деревне проживает 237 человек, в том числе мужчин — 115 (48,5 %), женщин — 122 (51,5 %). Преобладающая национальность — башкиры (97 %).